# شهرآیین
شهرآیین، روستایی است از توابع بخش باشتین شهرستان داورزن در استان خراسان رضوی ایران.

## جمعیت
این روستا در دهستان باشتین قرار داشته و بر اساس سرشماری سال ۱۳۸۵ جمعیت آن ۱۲۸ نفر (۴۳ خانوار)
بوده است.